# Don't Go Breaking My Heart (Agnes Carlsson-låt)
"Don't Go Breaking My Heart" är en låt av den svenska sångerskan och idolvinnaren Agnes från hennes kommande fjärde studioalbum. Den släpptes som albumets första singel den 21 september 2011. Den hördes för första gången under Stockholms Pridevecka då det även offentliggjordes att den skulle släppas som singel. Låten är skriven av Agnes, Vincent Pontare, Magnus Lidehäll, Nervo och producerad av Vincent Pontare och Magnus Lidehäll. En musikvideo spelades in den 12 september och regisserades av den svenska regissören Mikeadelica.

## Topplistor
| Lista (2011)                                           | Topp- placering |
| ------------------------------------------------------ | --------------- |
| Digilistan (Downloads)                                 | 3               |
| Sverigetopplistan (Downloads, singlar, streamad musik) | ej placerad     |
| Svensktoppen (Lyssnarröster på Sveriges Radio P4)      | 4               |

## Releasehistorik
| Region  | Datum             | Format                     | Bolag              |
| ------- | ----------------- | -------------------------- | ------------------ |
| Sverige | 21 september 2011 | CD-singel/Digital download | Roxy Recordings    |
| Danmark | 26 september 2011 | Digital download           | Copenhagen Records |
| Norge   | 12 oktober 2011   | Digital download           | Universal Music    |
| USA     | TBA               | CD-singel/Digital download | Interscope         |